# Campeonato mundial de hockey sobre patines femenino de 1992
El I Campeonato mundial de hockey sobre patines femenino se celebró en Springe, Alemania, entre el 1 de octubre y el 8 de octubre de 1992. Fue organizado por la Federación Internacional de Patinaje (FIRS). La selección de Canadá ganó su primer título.

## Equipos participantes
12 seleccionados nacionales participaron del torneo, de los cuales 2 equipos eran de América, 6 eran de Europa, 1 era de Asia, 1 de África y 2 de Oceanía.
| Alemania     | Australia      | Canadá        |
| España       | Estados Unidos | India         |
| Inglaterra   | Italia         | Nueva Zelanda |
| Países Bajos | Portugal       | Sudáfrica     |

## Resultados[1]
|                | Bandera de la India | Bandera de Sudáfrica | Bandera de Inglaterra | Bandera de Estados Unidos | Bandera de Alemania | Bandera de España | Bandera de Portugal | Bandera de Australia | Bandera de los Países Bajos | Bandera de Nueva Zelanda | Bandera de Italia | Bandera de Canadá |
| -------------- | ------------------- | -------------------- | --------------------- | ------------------------- | ------------------- | ----------------- | ------------------- | -------------------- | --------------------------- | ------------------------ | ----------------- | ----------------- |
| India          |                     |                      |                       |                           |                     |                   |                     |                      |                             |                          |                   |                   |
| Sudáfrica      | 4-2                 |                      |                       |                           |                     |                   |                     |                      |                             |                          |                   |                   |
| Inglaterra     | 10-0                | 4-1                  |                       |                           |                     |                   |                     |                      |                             |                          |                   |                   |
| Estados Unidos | 22-0                | 6-1                  | 4-0                   |                           |                     |                   |                     |                      |                             |                          |                   |                   |
| Alemania       | 20-0                | 7-0                  | 5-0                   | 3-2                       |                     |                   |                     |                      |                             |                          |                   |                   |
| España         | 18-0                | 8-0                  | 9-2                   | 4-1                       | 2-2                 |                   |                     |                      |                             |                          |                   |                   |
| Portugal       | 14-0                | 12-0                 | 6-2                   | 3-1                       | 3-2                 | 2-1               |                     |                      |                             |                          |                   |                   |
| Australia      | 19-0                | 9-1                  | 5-2                   | 2-3                       | 3-2                 | 4-3               | 4-3                 |                      |                             |                          |                   |                   |
| Países Bajos   | 24-0                | 4-0                  | 10-3                  | 7-1                       | 3-2                 | 2-2               | 2-1                 | 3-1                  |                             |                          |                   |                   |
| Nueva Zelanda  | 24-0                | 3-0                  | 8-3                   | 4-0                       | 2-0                 | 1-1               | 3-1                 | 4-2                  | 1-0                         |                          |                   |                   |
| Italia         | 25-0                | 10-0                 | 8-1                   | 3-1                       | 2-0                 | 3-1               | 2-0                 | 4-0                  | 0-0                         | 2-1                      |                   |                   |
| Canadá         | 15-1                | 11-0                 | 17-1                  | 9-0                       | 6-0                 | 5-2               | 8-1                 | 5-2                  | 6-1                         | 2-0                      | 6-1               |                   |

## Clasificación[1][2]
| Equipo         | Pts | PJ | PG | PE | PP | GF | GC  | DG   |
| -------------- | --- | -- | -- | -- | -- | -- | --- | ---- |
| Canadá         | 22  | 11 | 11 | 0  | 0  | 90 | 9   | +81  |
| Italia         | 19  | 11 | 9  | 1  | 1  | 60 | 10  | +50  |
| Nueva Zelanda  | 17  | 11 | 8  | 1  | 2  | 51 | 11  | +40  |
| Países Bajos   | 16  | 11 | 7  | 2  | 2  | 56 | 17  | +39  |
| Australia      | 12  | 11 | 6  | 0  | 5  | 51 | 30  | +21  |
| Portugal       | 12  | 11 | 6  | 0  | 5  | 46 | 25  | +21  |
| España         | 11  | 11 | 4  | 3  | 4  | 51 | 22  | +29  |
| Alemania       | 9   | 11 | 4  | 1  | 6  | 43 | 24  | +19  |
| Estados Unidos | 8   | 11 | 4  | 0  | 7  | 41 | 36  | +5   |
| Inglaterra     | 4   | 11 | 2  | 0  | 9  | 28 | 73  | -45  |
| Sudáfrica      | 2   | 11 | 1  | 0  | 10 | 7  | 76  | -69  |
| India          | 0   | 11 | 0  | 0  | 11 | 4  | 195 | -191 |